# Leon Ludwik Szeptycki
Leon Ludwik Szeptycki (Lew Szeptycki), Lew Ludwik (ur. 23 sierpnia 1714 w Szeptycach, zm. 24 maja 1779 w Radomyślu) herbu własnego – duchowny greckokatolicki, bazylianin; w latach 1747–1778 greckokatolicki biskup lwowski, od 1762 roku także koadiutor archieparchii kijowskiej. W 1778 roku, po śmierci arcybiskupa Felicjana Filipa Wołodkowicza, objął stolicę arcybiskupią.
W 1764 roku był elektorem Stanisława Augusta Poniatowskiego z ziemi halickiej. Po I rozbiorze Polski był zwolennikiem utworzenia we Lwowie greckokatolickiej metropolii.
W 1767 został kawalerem Orderu Świętego Stanisława.
26 września 1775 został kawalerem Orderu Orła Białego.